# Horní Pěna
Horní Pěna település Csehországban, a Jindřichův Hradec-i járásban. Horní Pěna Dolní Žďár, Hospříz, Číměř, Dolní Pěna, Kačlehy és Jindřichův Hradec településekkel határos. Lakosainak száma 589 fő (2024. január 1.).

## Népesség
A település lakosságának változását az alábbi diagram mutatja:
| Lakosok száma | 1034 | 941  | 782  | 614  | 508  | 474  | 604  | 602  | 574  | 589  |
|               | 1869 | 1890 | 1921 | 1950 | 1980 | 2001 | 2017 | 2019 | 2022 | 2024 |